# Leland Corporation
Die Leland Corporation war ein US-amerikanischer Hersteller verschiedener Arcade-Spiele in den 1980er- und frühen 1990er-Jahren. Nennenswerte unter diesen waren Dragon’s Lair II: Time Warp im Jahre 1991 (der lang erwartete Nachfolger des sehr erfolgreichen Dragon’s Lair aus dem Jahre 1983) und Super Off-Road, welches eine Erweiterung und mit Off-Road Challenge und Offroad Thunder zwei Sequels durch Lelands Nachfolger Midway Games hervorbrachte. Das Unternehmen bildete sich, als sich Tradewest im Jahre 1987 Cinematronics aneignete, und wurde 1994 selbst von Williams Electronics Games (WMS) aufgekauft. Ab diesem Zeitpunkt wurden die Marken Leland und Tradewest eingestellt, jedoch wurden der Großteil der Einrichtungen und Mitarbeiter durch WMS (später Midway Games) weiterhin beschäftigt.

## Vectrex-Spiele
1982 und 1983 erschienen von Leland folgende Spiele für die Vectrex-Konsole:
- Armor Attack
- Rip-Off
- Solar Quest
- Space Wars
- Star Castle
- Starhawk

## Arcade-Spiele der Leland Corp.
- All American Football (1989)
- Asylum (1991)
- Ataxx (1990)
- Brute Force (1991)
- Danny Sullivan’s Indy Heat (1991)

Logo der Leland Interactive Media (1993–1995, nach der Arcade-Zeit)

- Dragon’s Lair II: Time Warp (1991)
- Ironman Ivan Stewart’s Super Off-Road (1989)
- Ironman Ivan Stewart’s Super Off-Road Track-Pak (1989)
- John Elway’s Quarterback (1988)
- Pig Out: Dine Like a Swine! (1990)
- Quarterback (1987)
- Strike Zone Baseball (1988)
- Super Baseball Double Play: Home Run Derby (1987)
- Super Off-Road (1992)
- Viper (1988)
- World Soccer Finals (1990)

## Leland Interactive Media
Ab 1992 wurden Spiele für Konsolen wie SNES und Sega Mega Drive entwickelt, die meist von Tradewest veröffentlicht wurden.
- Pro Quarterback (1992)
- Ivan „Iron Man“ Stewart’s Super Off Road (1992) (auch auf C64 und Game Boy)
- Fun ’N Games (1994)
- Double Dragon 5 (1994)
- Kyle Petty’s No Fear Racing (1995)